# Takahé de l'illa del Sud
El takahé de l'illa del Sud (Porphyrio hochstetteri) és una espècie d'ocell de la família dels ràl·lids (Rallidae) que habita pantans d'una zona molt restringida de l'Illa del Sud a Nova Zelanda. És un ocell gros impossibilitat per al vol.

Considerada extingida el 1898, la troballa d'uns pocs exemplars a mitjan segle XX permeté endegar un programa de recuperació que ha permès incrementar la mida de les poblacions d'aquesta espècie entorn els 440 exemplars.

Distribució de takahé de l'illa del Sud, incloent santuaris